# Lindner (Elektrotechnikhersteller)
Die Lindner GmbH war ein Elektrotechnikhersteller mit Sitz in Bamberg. In den 1980er Jahren beschäftigte das mittelständische Unternehmen mehr als 2300 Mitarbeiter.

## Unternehmensgeschichte
Die Gründung der Lindner G.m.b.H. Fabrik elektrische Lampen und Apparate erfolgte am 25. Oktober 1946. Gesellschafter waren zu gleichen Teilen der Unternehmer Kurt Lindner und seine beiden Söhne Kurt und Hans-Joachim Lindner. Die Gründung einer vom thüringischen Stammhaus Lindner & Co. rechtlich unabhängigen westdeutschen Gesellschaft erschien wegen der damals immer deutlicher werdenden Trennung von Ost- und Westdeutschland als unabdingbar.
Ab 1946 bestanden in Westdeutschland zwei Lindner-Firmen nebeneinander, nämlich die „neue“ Lindner G.m.b.H. mit ihrem Stammsitz in Bamberg und die „alte“ Firma Lindner & Co. mit ihrem Stammsitz in Jecha/Sondershausen, die in Bamberg eine Zweigniederlassung betrieb. Letztere hatte der Seniorchef des Unternehmens Kurt Lindner am 1. Dezember 1938 in Bamberg im Zuge der seinerzeit behördlich erzwungenen Arisierung des jüdischen Betriebes Hulorit Hugo Löbl Söhne G.m.b.H. erworben.

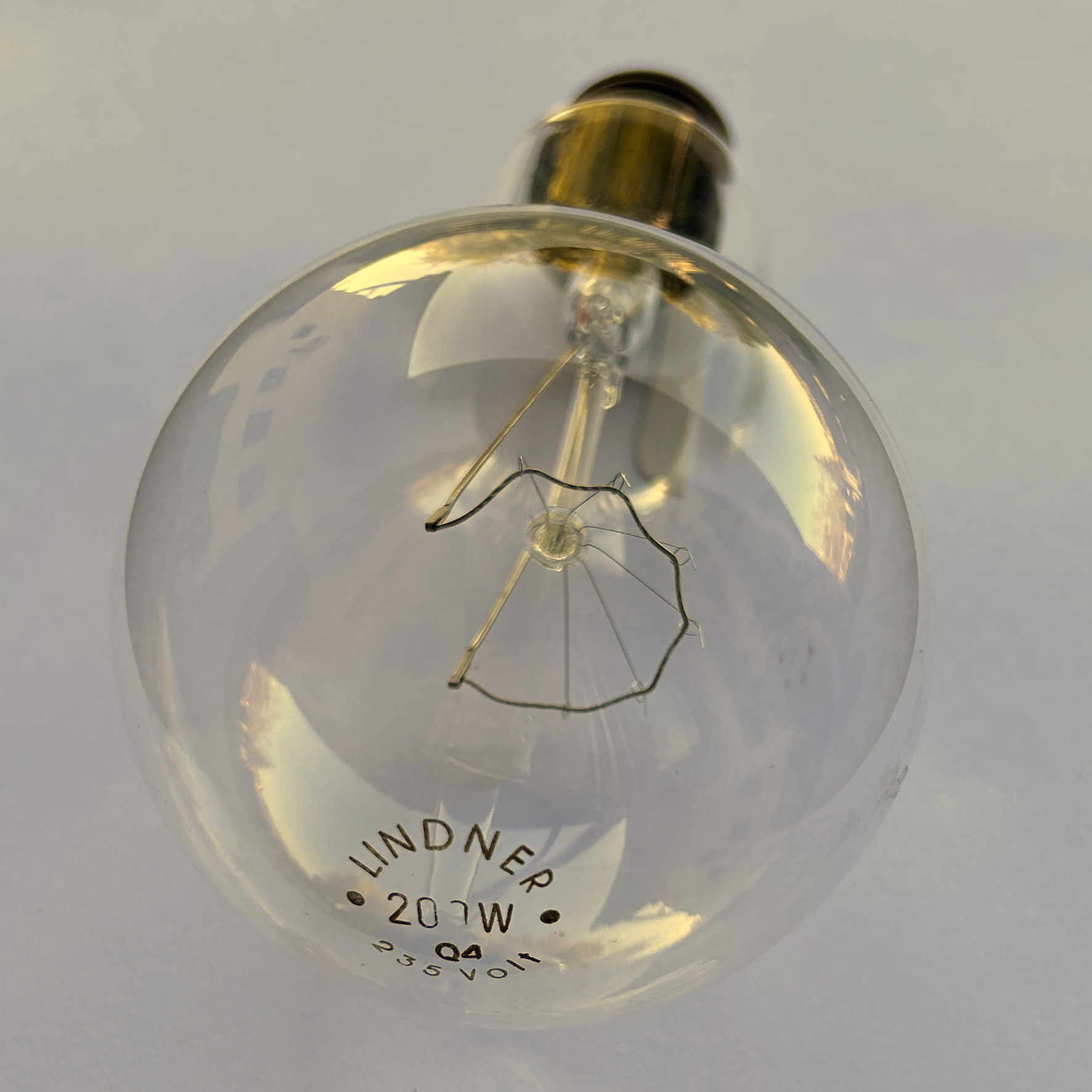
Lindner Glühlampe 200 W

In den Nachkriegswirren hatte es Fertigungsmaschinen der Berliner Glühlampenfabrik Julius Pintsch AG nach Bamberg verschlagen. Lindner konnte diese Maschinen für einige Jahre mieten und nahm im Frühjahr 1947 die Herstellung von Glühlampen auf. Diese Fertigung war zwar dem Porzellanhersteller Lindner wesensfremd, zeigte sich aber als ausgesprochen lukrativ. So konnte schon 1948 im nahegelegenen Eggolsheim der Neubau einer Fertigungsstätte für Elektroporzellan in Angriff genommen werden. Im Juni 1949 kamen erste Porzellanteile aus dem Tunnelofen der neu gebauten Porzellanfabrik. Dieses Fabrikgebäude wurde später als Einzeldenkmal qualifiziert und in die Bayerische Denkmalliste eingetragen.

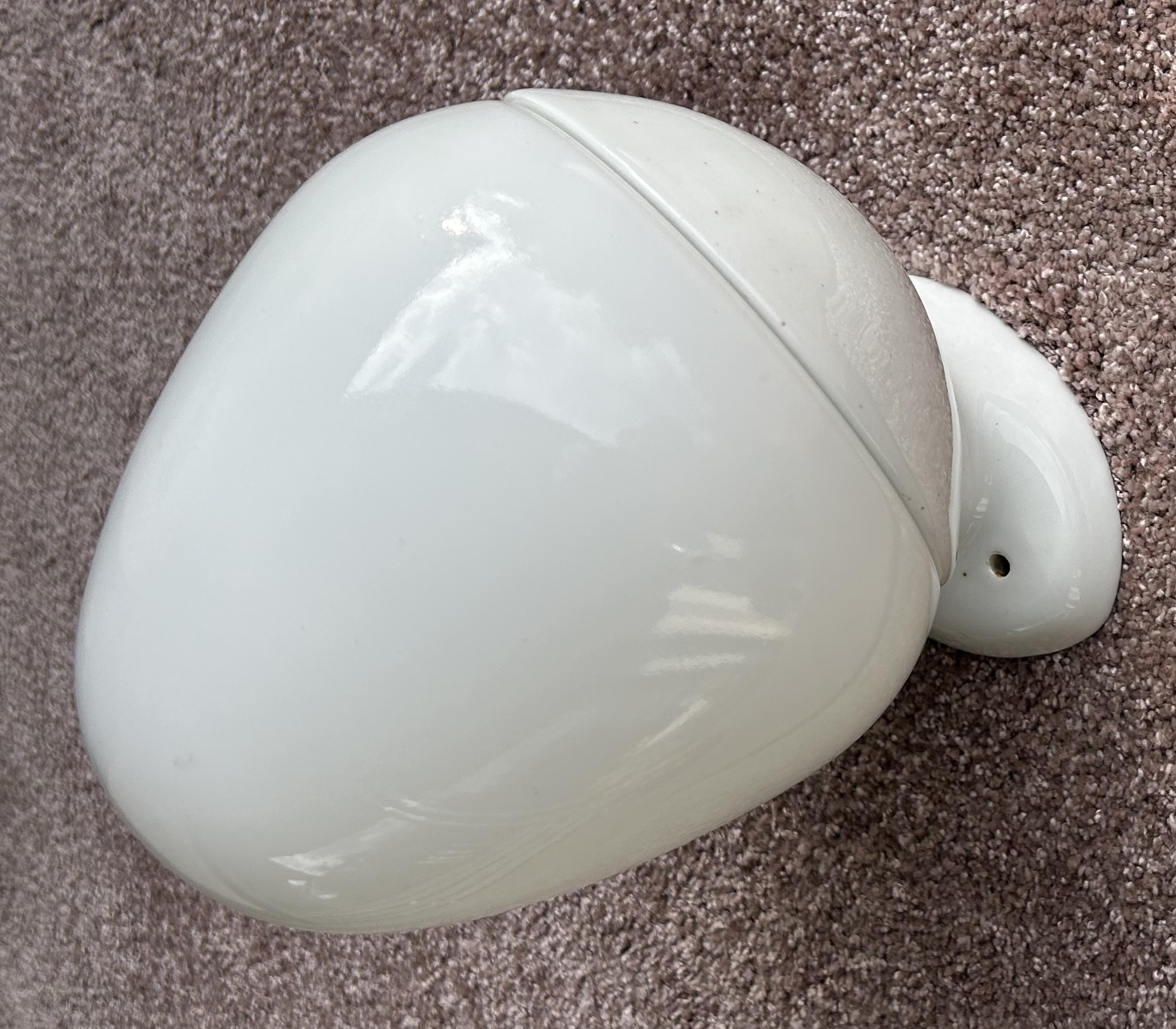
Wagenfeld-Wandleuchte „Erdbeere“ Porzellansockel Fa. Lindner, Leuchtenglas Fa. Peill & Putzler

Ein sprunghafter Aufschwung des Unternehmens gelang Mitte der 1950er Jahre mit der Fertigung von Leuchten nach Entwürfen von Wilhelm Wagenfeld. Kernidee dieses Leuchten-Designs war die Harmonisierung der Form des Leuchtenglases mit der Form des Leuchtensockels: War es vordem üblich, ein kugelförmiges Leuchtenglas in einen zylinderförmigen Sockel zu schrauben, gelang nun die Verbindung dieser beiden Teile in fließenden Linien. Hersteller der opal-überfangenen Leuchtengläser war die Dürener Glasfabrik Peill & Putzler. In den Jahren 1955–70 entwarf Wagenfeld für Lindner 70 Leuchtentypen und 3 Leuchtmittel.
Ein nächster großer Schritt für Lindner war die im Jahr 1967 zusammen mit Siemens entwickelte Schmelzsicherung der Baureihe D0 (Neozed). Bis dahin waren die in Deutschland gebräuchlichen Schmelzsicherungen für eine Nennspannung von 500 Volt ausgelegt. Eine so hohe Nennspannung führte aber allenfalls ein Nischendasein in Bereichen der Schwerindustrie. In der allgemeinen Anwendung hingegen hatte sich mittlerweile das Drehstromnetz mit der Nennspannung 220/380 Volt (später erhöht auf 230/400 Volt) durchgesetzt. Die Absenkung der Nennspannung dieser Schmelzsicherungen führte nicht nur zu einer entsprechenden Reduzierung der Abmessungen, sondern gleichermaßen zu einer Verringerung von deren Verlustleistung und Wärmeentwicklung.

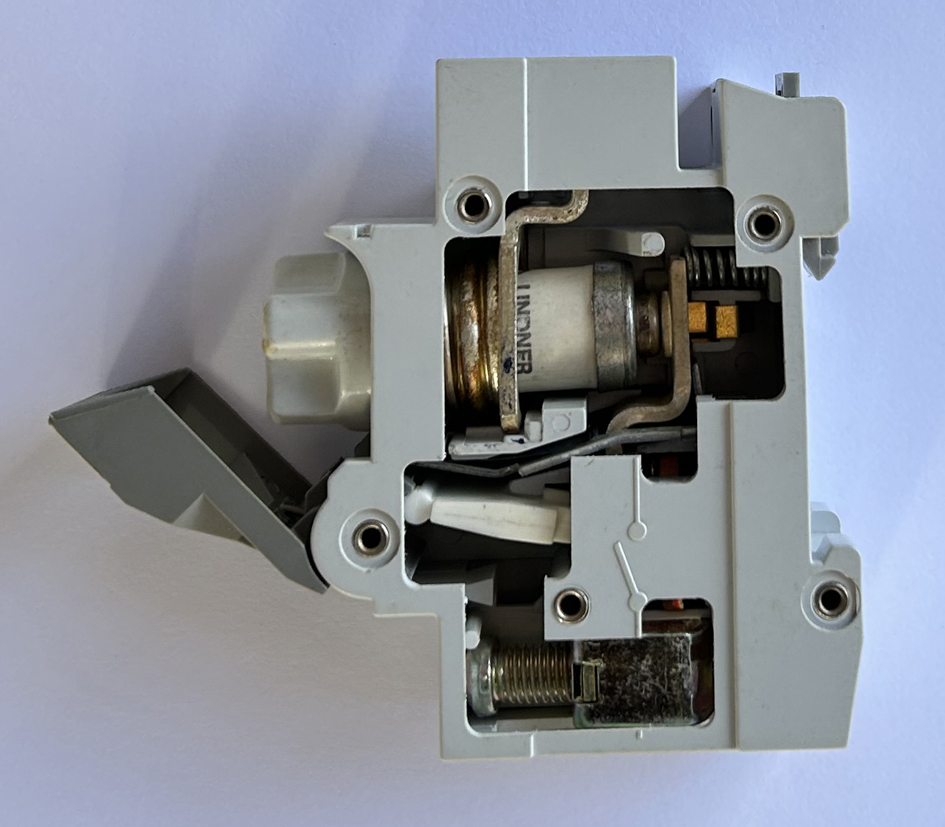
Sicherungslasttrennschalter Linocur für das System D0 (Neozed), funktionsfähiges Demonstrationsmodell

Die Reduzierung der Verlustleistung ermöglichte in der Folge den Einsatz duroplastischer Werkstoffe für die Halterung der Schmelzsicherungen der Baureihe D0 (Neozed). Der Werkstoff Porzellan, der auch bei hohen Temperaturen formbeständig bleibt, war nicht mehr zwingend erforderlich. So konnte Lindner einen Sicherungssockel mit eingebautem Schalter entwickeln. Es handelt sich um ein Produkt gemäß der damals für derartige Geräte neu geschaffenen VDE-Norm 0638.
Die erfolgreiche Unternehmensentwicklung erlaubte bereits in den 1960er Jahren die Übernahme von Mitbewerbern, z. B. der Brunnquell GmbH Fabrik elektrotechnischer Apparate in Ingolstadt wie auch der Bogenschütz GmbH in Frankfurt/Höchst. Sie erzwang aber auch die Ausweitung der Fertigungskapazitäten, im In- und Ausland, beispielsweise der Lindner Hellas A.E. in Chalkis und der Lindner Española S.A. in Parets del Vallès.
In seiner Blütezeit Anfang der 1980er Jahre beschäftigte Lindner im In- und Ausland ca. 2300 Mitarbeiter. Wenige Jahre später begann der Niedergang. In den angestammten Geschäftsfeldern beschleunigte sich der Technologiewandel, wie der Trend weg von Schmelzsicherungen hin zu Leitungsschutzschaltern. Zudem verteuerten sich die von Lindner hergestellten Produkte wegen des hohen Lohnanteils überproportional. Auch bei Glühlampen zeichnete sich die Tendenz zu stromsparenden Leuchtmitteln ab.
Diese Entwicklung führte zur Aufgabe von Geschäftsfeldern und Teilen des Unternehmens. Am 7. August 1996 wurde Lindner an Gould International GmbH in Frankfurt am Main und Wöhner in Rödental verkauft. 1997 erfolgte ein Zusammenschluss des Unternehmens mit Gould Shawmut. 1999 übernahm Ferraz die Gould Circuit Protection Group, Lindner wurde Teil des Unternehmens.